# József Bató
József Bató, auch Josef Bato (* 15. Oktober 1888 in Budapest, Österreich-Ungarn; † 1966 in London), war ein jüdischer ungarischer Maler und Grafiker, der aus Nazi-Deutschland emigrierte.

## Leben und Werk
Bató studierte zunächst an der Malerschule Nagybány, der einflussreichen Malerschule in Siebenbürgen, und von 1907 bis 1909 in Paris bei George Desvallières und Henri Matisse. 1909 hatte er in Paris seine erste Ausstellung. Mit Matisse und dessen Freund Albert Marquet pflegte er freundschaftlichen Umgang. Nach dem Studium arbeitete er als freischaffender Künstler, erst in Budapest und ab 1912 in Berlin. Er wurde Mitglied der Berliner Secession und war ab 1912 an deren Ausstellungen beteiligt.
Als Staatsangehöriger Österreich-Ungarns nahm Bató bis zu seiner Verwundung an der russischen Front am Ersten Weltkrieg teil. Er gehörte als Leutnant der Reserve zur Kunstgruppe des k.u.k. Kriegspressequartiers (KPQ) und schuf Bilder vom Krieg.
Nach Ende des Krieges arbeitete Bató wieder in Berlin, das seine neue Heimat wurde. Er unternahm Reisen auf den Balkan, nach Frankreich und Dänemark. Bató war befreundet mit Eugene Spiro und hatte Kontakt zu Mitgliedern der großen ungarischen Künstler-Community in Berlin, u. a. zu Róbert Berény, Alexander Gergely (1889–1932) und Bela Kadar.
Bató war ein gefragter Maler und Grafiker. Neben der freien Arbeit illustrierte und gestaltete er Bücher und fertigte Illustrationen für Zeitschriften, u. a. für Pan. Für die Berliner Zeitschrift Styl lieferte er Mode-Illustrationen. Originalgraphiken erschienen u. a. in der von Paul Cassirer herausgegebenen Mappen-Zeitschrift Der Bildermann. Steinzeichnungen fürs deutsche Volk. Bató übernahm auch Aufträge für Wandmalereien und innenarchitektonische Arbeiten. So schuf er 1929 Fresken im Rathaus Steglitz und 1930 im Kaufhaus KaDeWe über den Eingängen zur Imbisshalle zwei vielbeachtete Fresken mit Bildern der landwirtschaftlichen Lebensmittelproduktion „im Morgen- und Abendland“. Für Theater, u. a. für das Lessing-Theater, entwarf er Bühnenbilder.
Als nach dem Machtantritt der Nationalsozialisten die Erwerbs- und Ausstellungsmöglichkeiten jüdischer Künstler radikal beschränkt wurden, organisierte Bató im Oktober 1933 mit Spiro und Martin Bloch in den Wandelgängen des Berliner Theaters die erste Ausstellung der Jüdischen Künstlerhilfe. 1934 präsentierte er mit Spiro, Bloch und Franz Landsberger in der Londoner Parsons Gallery die erste umfassende Ausstellung jüdischer Künstler, und 1936 gehörte er mit Lisbeth Cassirer (1886–1974), Franz Landsberger, Max Osborn, Rachel Wischnitzer-Bernstein und Erich Wolfsfeld zur Jury der Reichsausstellung Jüdischer Künstler im Berliner Jüdischen Museum.
Bató hatte in Berlin zuletzt eine großzügige Wohnung und sein Atelier im Kurfürstendamm 76, einem Haus, das im Zweiten Weltkrieg zerbombt wurde.
1936 emigrierte er nach England. Er heiratete und hatte mit seiner englische Frau Muriel einen Sohn.
Über Alexander Korda fand er Beschäftigung in der Filmproduktion, wo er u. a. als künstlerischer Leiter, Ausstattungsleiter und Kostümbildner tätig war, u. a. für die Filme Leben und Sterben des Colonel Blimp und Der Dritte Mann. Bis 1945 war er führender Art Director bei London Films.
In seinen letzten Lebensjahren arbeitete Bató wieder verstärkt als Maler. Daneben betätigte er sich schriftstellerisch. 1947 erschien beim Londoner Verlag V. Gollancz Defiant city. Nach umfangreichen Recherchen in Frankreich, Spanien und im British Museum zu Höhlenzeichnungen der Cro-Magnon-Menschen schrieb er das Jugendbuch The Sorcerer, das 1976 vom New Yorker Verlag D. McKay veröffentlicht wurde.
Zeichnungen und Aquarelle Batós befinden sich im Imperial War Museum und im Museum of London.

## Rezeption
„Impressionistische Landschaften mit Motiven aus seiner Heimat bestimmen das Frühwerk. Unter dem Eindruck des Pariser Aufenthalts kommt es zu einer neoklassizistischen Formverfestigung. In Berlin ist er als Wandbildmaler und Kenner der italienischen Renaissance-Fresken sehr gefragt. Zu seinem Œuvre gehören in dieser Zeit neben Landschaftsdarstellungen vor allem auch Großstadt- und Hafenansichten.“

## Werke (Auswahl)

### Tafelbilder (Auswahl)
- Steinmetze (Öl, um 1912)[7]
- Blumenstilleben (um 1918)[8]
- Ebbe im Hafen (Tafelbild, Öl, um 1918)[9]
- Großes Blumenstillleben mit Weihnachtsstern (Öl, 1920; im Bestand der Berlinischen Galerie)
- Bosnische Landschaft (Öl; 1924 ausgestellt in der Ausstellung der Berliner Akademie der Künste)
- Der Bahnhof Friedrichstraße in Berlin (Tafelbild, Öl; 1926)[6]
- Die Beisetzung Gustav Stresemanns (Öl, 1929)
- Einsames Haus (Öl; um 1930)[10]
- König David (Öl; 1933 vom Kunsthaus Lempertz versteigert, Katalog Nr. 361)[11]
- Mädchen in blauer Weste (Tafelbild, Öl; 1933 auf der Ausstellung der Akademie der Künste)[12]

### Druckgrafik (Auswahl)
- Im Krieg gegen Rußland 1914 bis 1915 (Zyklus von 23 Radierungen; Artaria & Co., Wien; Auflage 100 Ex.)[13]
- Der verwundete Kamerad (Lithografie, in der Zeitschrift Kriegszeit. Künstlerflugblätter, Nr. 32, 1915)[14]
- Balkan. 10 farbige Litografien aus Macedonien und Albanien. (Gurlitt, 1920)[15]

### Buchillustrationen (Auswahl)
- Emil Abrányi: Koronázási album. Erdekes Ujság, Budapest 1917.
- Gyula Krúdy: Judiths Träume. H.S. Hermann & Co., Berlin 1920 (Reihe Der kleine Roman).
- Ernst Lothar: Die Vogelhandlung des Adam Dein. H.S. Hermann & Co., Berlin 1920.
- Sári Ferenc: Madame Flamingos Schatte n. Fritz Gurlitt, 1921 (mit zehn Originallithografien).
- Max Epstein: Mit dem Pfeil, dem Bogen. Bücher – Bank und Börse – Erotik – Erkenntnistheorie und Religion – Ethik und Politik – Tägliches Leben. Theater Verlag, Berlin 1929 (Das Blaue Heft)
- Edwin Redslob: Gustav Stresemann zum Gedächtnis. Das Staatsbegräbnis am 6. Oktober 1929. Reichsdruckerei, Berlin 1929.
- Margarete Kaiser: Die Liebe als Kunst. Ibis-Verlag, Berlin 1932.

## Ausstellungen (Auswahl)
- 1912: Köln, Ausstellungshalle am Aachener Tor (Ausstellung des Sonderbunds Westdeutscher Kunstfreunde und Künstler)
- 1913: Wien, Galerie Miethke („Die Neue Kunst“)
- 1913: Mannheim, Kunsthalle Mannheim (Ausstellung des Deutschen Künstlerbundes)
- 1916: Wien, Prater, Kunstausstellung des k. u. k. Kriegspressequartiers[16]
- 1918: Wien, Künstlerhaus, Kriegsbilderausstellung des k. u. k. Kriegspressequartiers[17]
- 1918: Berlin, Galerie Fritz Gurlitt (mit Ignaz Beth und Heinrich Heidner)
- 1924: Berlin, Akademie der Künste[18]
- 1926: Berlin, Neuen Kunsthandlung („Berliner Bühnen-Bilder“)
- 1931: Berlin, Akademie der Künste (Frühjahrsausstellung)
- 1936: Berlin, Jüdisches Museum (Reichsausstellung Jüdischer Künstler)
- 1938: London, Foyle Art Gallery
- 1988: Berlin, AGO Galerie (Josef Bató. Ein ungarisch-jüdischer Künstler im Berlin der 20er Jahre)